# Zhengang (sockenhuvudort i Kina, Jiangxi Sheng, lat 25,00, long 115,32)
Zhengang är en sockenhuvudort i Kina. Den ligger i provinsen Jiangxi, i den sydöstra delen av landet, omkring 410 kilometer söder om provinshuvudstaden Nanchang. Antalet invånare är 13 277. Befolkningen består av 6 447 kvinnor och 6 830 män. Barn under 15 år utgör 24,0 %, vuxna 15-64 år 68 %, och äldre över 65 år 7,0 %.
Runt Zhengang är det ganska tätbefolkat, med 124 invånare per kvadratkilometer. Närmaste större samhälle är Kongtian, 8,5 km söder om Zhengang. I omgivningarna runt Zhengang växer huvudsakligen savannskog.
Genomsnittlig årsnederbörd är 1 969 millimeter. Den regnigaste månaden är maj, med i genomsnitt 376 mm nederbörd, och den torraste är oktober, med 19 mm nederbörd.